# 文部科学大臣
文部科学大臣（もんぶかがくだいじん、英: Minister of Education, Culture, Sports, Science and Technology）は、日本の文部科学省の長および主任の大臣たる国務大臣。通称は文科相（もんかしょう）。

## 概要
2001年（平成13年）1月6日の中央省庁再編により、従前の文部省（明治4年7月18日〈1871年9月2日〉から2001年〈平成13年〉1月5日まで）と科学技術庁が統合され、それまでの文部大臣と科学技術庁長官の職務が引き継がれて文部科学大臣となった。

## 職務・権限の分掌
同じく中央省庁再編時に新設された内閣府に「重要政策に関する会議」の一つとして内閣総理大臣を議長とする「総合科学技術会議」が設置され科学技術の「政策部分」は文部科学大臣でなく内閣府特命担当大臣（科学技術政策担当）（担当大臣が指名されないときは内閣総理大臣自ら）が担当することとなっており職務・権限の分掌がなされている。

## 歴代大臣
| 代 | 氏名          | 氏名       | 内閣                                    | 就任年月日                 | 出身母体等                                            |
| -- | ------------- | ---------- | --------------------------------------- | -------------------------- | ----------------------------------------------------- |
| 1  |               | 町村信孝   | 第2次森改造内閣（再編後）               | 2001年（平成13年）1月6日   | 自由民主党 （森派）                                   |
| 2  |               | 遠山敦子   | 第1次小泉内閣 第1次小泉第1次改造内閣    | 2001年（平成13年）4月26日  | 民間                                                  |
| 3  |               | 河村建夫   | 第1次小泉第2次改造内閣                  | 2003年（平成15年）9月22日  | 自由民主党 （江藤・亀井派）                           |
| 4  | 第2次小泉内閣 | 河村建夫   | 2003年（平成15年）11月19日              | 自由民主党 （亀井派）      |                                                       |
| 5  |               | 中山成彬   | 第2次小泉改造内閣                       | 2004年（平成16年）9月27日  | 自由民主党 （森派）                                   |
| 6  | 第3次小泉内閣 | 中山成彬   | 2005年（平成17年）9月21日               |                            | 自由民主党 （森派）                                   |
| 7  |               | 小坂憲次   | 第3次小泉改造内閣                       | 2005年（平成17年）10月31日 | 自由民主党 （旧橋本派）                               |
| 8  |               | 伊吹文明   | 第1次安倍内閣 第1次安倍改造内閣         | 2006年（平成18年）9月26日  | 自由民主党 （伊吹派）                                 |
| 9  |               | 渡海紀三朗 | 福田康夫内閣                            | 2007年（平成19年）9月26日  | 自由民主党 （山崎派）                                 |
| 10 |               | 鈴木恒夫   | 福田康夫改造内閣                        | 2008年（平成20年）8月2日   | 自由民主党 （麻生派）                                 |
| 11 |               | 塩谷立     | 麻生内閣                                | 2008年（平成20年）9月24日  | 自由民主党 （町村派）                                 |
| 12 |               | 川端達夫   | 鳩山由紀夫内閣                          | 2009年（平成21年）9月16日  | 民主党 （川端グループ・旧民社グループ・鳩山グループ） |
| 13 | 菅直人内閣    | 川端達夫   | 2010年（平成22年）6月8日                |                            | 民主党 （川端グループ・旧民社グループ・鳩山グループ） |
| 14 |               | 高木義明   | 菅直人第1次改造内閣 菅直人第2次改造内閣 | 2010年（平成22年）9月17日  | 民主党 （旧民社グループ）                             |
| 15 |               | 中川正春   | 野田内閣                                | 2011年（平成23年）9月2日   | 民主党 （羽田グループ）                               |
| 16 |               | 平野博文   | 野田第1次改造内閣 野田第2次改造内閣     | 2012年（平成24年）1月13日  | 民主党 （鳩山グループ）                               |
| 17 |               | 田中眞紀子 | 野田第3次改造内閣                       | 2012年（平成24年）10月1日  | 民主党 （小沢グループ）                               |
| 18 |               | 下村博文   | 第2次安倍内閣 第2次安倍改造内閣         | 2012年（平成24年）12月26日 | 自由民主党 （町村派）                                 |
| 19 | 第3次安倍内閣 | 下村博文   | 2014年（平成26年）12月24日              |                            | 自由民主党 （町村派）                                 |
| 20 |               | 馳浩       | 第3次安倍第1次改造内閣                  | 2015年（平成27年）10月7日  | 自由民主党 （細田派）                                 |
| 21 |               | 松野博一   | 第3次安倍第2次改造内閣                  | 2016年（平成28年）8月3日   | 自由民主党 （細田派）                                 |
| 22 |               | 林芳正     | 第3次安倍第3次改造内閣                  | 2017年（平成29年）8月3日   | 自由民主党 （岸田派）                                 |
| 23 | 第4次安倍内閣 | 林芳正     | 2017年（平成29年）11月1日               |                            | 自由民主党 （岸田派）                                 |
| 24 |               | 柴山昌彦   | 第4次安倍第1次改造内閣                  | 2018年（平成30年）10月2日  | 自由民主党 （細田派-安倍派）                          |
| 25 |               | 萩生田光一 | 第4次安倍第2次改造内閣                  | 2019年（令和元年）9月11日  | 自由民主党 （細田派-安倍派）                          |
| 26 | 菅義偉内閣    | 萩生田光一 | 2020年（令和2年）9月16日                |                            | 自由民主党 （細田派-安倍派）                          |
| 27 |               | 末松信介   | 第1次岸田内閣                           | 2021年（令和3年）10月4日   | 自由民主党 （細田派-安倍派）                          |
| 28 | 第2次岸田内閣 | 末松信介   | 2021年（令和3年）11月10日               |                            | 自由民主党 （細田派-安倍派）                          |
| 29 |               | 永岡桂子   | 第2次岸田第1次改造内閣                  | 2022年（令和4年）8月10日   | 自由民主党 （麻生派）                                 |
| 30 |               | 盛山正仁   | 第2次岸田第2次改造内閣                  | 2023年（令和5年）9月13日   | 自由民主党 （岸田派）                                 |
| 31 |               | 阿部俊子   | 第1次石破内閣                           | 2024年（令和6年）10月1日   | 自由民主党 （無派閥）                                 |
| 32 | 第2次石破内閣 | 阿部俊子   | 2024年（令和6年）11月11日               |                            | 自由民主党 （無派閥）                                 |

## 記録
| 記録名           | 記録保持者      | 記録   |
| ---------------- | --------------- | ------ |
| 連続最長在任記録 | 下村博文(18.19) | 1015日 |
| 通算最長在任記録 | 下村博文(18.19) | 1015日 |

## 文部科学大臣表彰
文部科学大臣表彰は、国の教育や文化、科学技術分野に貢献した団体・個人に授与・贈呈されるもので、文部省時代は文部大臣表彰といった。厳密には文部科学大臣表彰と文部科学大臣顕彰、文部科学大臣賞など様々な区別があるが、以下では文部科学省で定める賞の種類と概要について概説する。
主な文部科学大臣表彰として著名なのが芸術選奨文部大臣賞を前身とする芸術選奨文部科学大臣賞である。その他、科学技術賞、若手科学者賞、創意工夫功労者賞、創意工夫育成功労学校賞があり、毎年、各省庁、都道府県の推薦を経て授与・贈呈がなされている。